# São Saturnino (freguesia)
São Saturnino é uma povoação portuguesa sede da Freguesia de São Saturnino do Município de Fronteira, freguesia com 41,4 km² de área e 234 habitantes (censo de 2021), tendo, por isso, uma densidade populacional de 5,7 hab./km².
Com a extinção do concelho de Fronteira em 1867, logo restaurado em 1868, pertenceu esporadicamente ao concelho (atual município) de Alter do Chão.

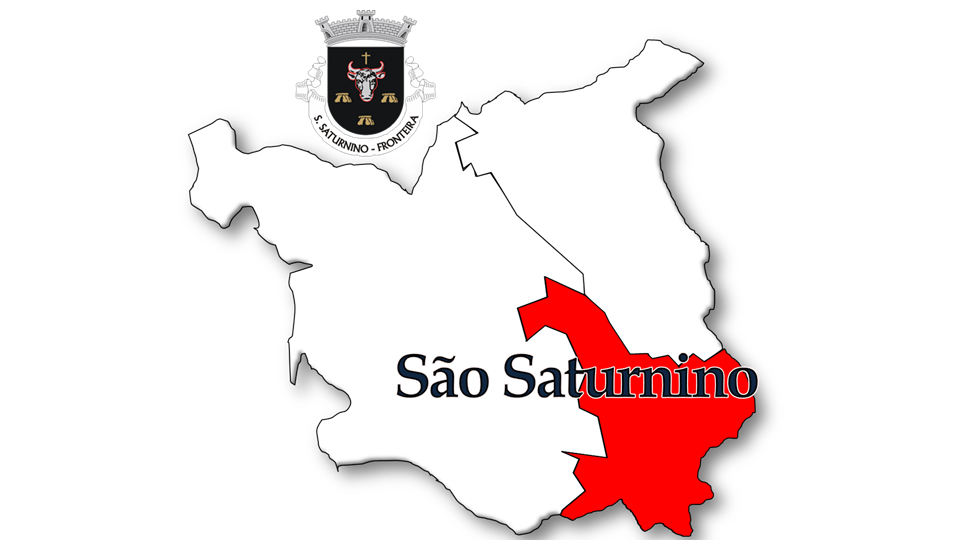
Localização da freguesia no Município de Fronteira

## Demografia
No censo de 1864 figura com a designação de Valongo e nos de 1878 a 1930 figura com Valongo-S. Saturnino. Pelo decreto-lei n.º 27.424, de 31/12/1936, passou a ter a atual denominação.
A população registada nos censos foi:
| Distribuição da População por Grupos Etários | Distribuição da População por Grupos Etários | Distribuição da População por Grupos Etários | Distribuição da População por Grupos Etários | Distribuição da População por Grupos Etários |
| -------------------------------------------- | -------------------------------------------- | -------------------------------------------- | -------------------------------------------- | -------------------------------------------- |
| Ano                                          | 0-14 Anos                                    | 15-24 Anos                                   | 25-64 Anos                                   | > 65 Anos                                    |
| 2001                                         | 29                                           | 41                                           | 174                                          | 95                                           |
| 2011                                         | 26                                           | 14                                           | 137                                          | 101                                          |
| 2021                                         | 22                                           | 16                                           | 105                                          | 91                                           |